# Куц Віталій Миколайович
Куц Віталій Миколайович (нар. 10 травня 1955, Чернігівщина) — сучасний український правознавець, фахівець у галузі кримінального права та кримінології, кандидат юридичних наук, професор, заслужений юрист України, полковник міліції, старший радник юстиції. 
Засновник та керівник теоретичної школи «Кримінально-правове забезпечення та прокурорські засоби протидії злочинності», до якої входить більше як  30 кандидатів та докторів наук.  Основними напрямами  досліджень його теоретичної школи є: 1) пізнання сутності та змісту злочинності; 2) визначення механізму протидії її проявам; 3) теоретико-прикладні аспекти кримінально-правового забезпечення протидії злочинності та окремим її видам; 4) роль прокуратури у здійсненні протидії злочинності; 5) сучасні «стандарти» професійної підготовки прокурорів у сфері протидії злочинності.
    Є автором понад 200 наукових та науково-методичних публікацій, серед яких більше 10 монографій, низка навчальних посібників і підручників з кримінального права, кримінології та організації прокурорської діяльності. 
Один із фундаторів Харківського національного університету внутрішніх справ та Національної академії прокуратури України. Підготував 20 кандидатів юридичних наук, 4 з яких стали докторами наук.

## Біографія
Після закінчення школи в 1970 році вступив до Чернігівського юридичного технікуму (нині — Чернігівський державний інститут права, соціальних технологій та праці  [Архівовано 4 березня 2016 у Wayback Machine.]). По закінченні технікуму працював в органах соціального забезпечення в Закарпатській області. Служив у Збройних силах, після закінчення служби, повернувся до Чернігова і протягом двох років працював юрисконсультом обласного тресту аграрних підприємств м'ясо-молочного профілю. За направленням прокуратури Чернігівської області у 1977 році вступив до Харківського юридичного інституту (нині Національний юридичний університет імені Ярослава Мудрого  [Архівовано 4 травня 2016 у Wayback Machine.]) на факультет з підготовки кадрів для органів прокуратури. Після закінчення з відзнакою цього закладу, а згодом і аспірантури, В.М.Куц працював у ньому викладачем, доцентом кафедри кримінального права та заступником декана одного з факультетів. У 1986 році Віталій Миколайович перший з випускників Чернігівського юридичного технікуму став кандидатом юридичних наук (науковий керівник професор М.І.Бажанов, тема дисертації «Кримінальна відповідальність за вимагання», спеціальність 12.00.08) та отримав наукове звання доцента (1991). У 90-х роках минулого століття на базі спецфакультету Харківської юридичної академії було засновано Харківський інститут внутрішніх справ (нині Харківський національний університет внутрішніх справ), серед фундаторів якого був і Віталій Миколайович. Спочатку він очолив у ньому кафедру кримінального права і кримінології, потім деякий час виконував обов'язки професора цієї кафедри та начальника навчально-методичного відділу. В 2005 році Віталія Миколайовича запрошено до м. Києва, де було доручено налагодити та очолити науково-дослідницьку роботу у щойно створеній Академії прокуратури (нині — Національна академія прокуратури України) [Архівовано 31 січня 2016 у Wayback Machine.]. В Академії В.М.Куц обіймав посади директора науково-дослідного центру, директора науково-дослідного інституту,  проректора з наукової роботи.  Крім того, з огляду на  брак кадрів у той період, Віталія Миколайовича було призначено першим завідувачем кафедрою теорії держави і права Академії за сумісництвом. У 2012 році В. М. Куц за власним бажанням перейшов працювати з посади проректора на посаду професора кафедри  кримінального права та кримінології, згодом ставши  завідувачем цієї кафедри. З 2016 року, в зв'язку  з набуттям чинності новим Законом України «Про прокуратуру» та реструктуризацією Академії, В. М. Куц обіймає посаду викладача одного з її  відділів. 
Сімейний стан — одружений (дружина Триньова Я. О., адвокат, к.ю.н., доцент), має двох синів-юристів.

## Наукова діяльність
В. М. Куцом здійснено понад  двісті наукових публікацій з проблем правового забезпечення протидії злочинності та організації прокурорської діяльності, більше десяти з яких складають фундаментальні монографії з актуальних проблем правового забезпечення протидії злочинності. На основі розроблених професором спецкурсів «Теорія кримінальної відповідальності» та "Поблеми кримінальної відповідальності"  забезпечувався (до реформування Академії в 2016 році) навчально-методичний процес із цієї навчальної дисципліни. Результати наукових досліджень вченого знайшли реальне відображення не лише в навчальному процесі, але й у законотворчій сфері.  Ним одноособово розроблено теоретичну модель  проекту Кримінального кодексу (1999), низку новел якого було включено до прийнятого в 2001 році Кримінального кодексу України. Творчим колективом у складі професора та двох його учнів підготовлено теоретичну модель проекту Закону України «Про засади протидії торгівлі людьми», яка отримала високу оцінку з боку експертів міжнародних організацій та вітчизняних фахівців. Крім того, вчений є співавтором проектів Законів України «Про засади протидії корупції», «Про зміни до Конституції України (стосовно статусу прокуратури)», Концепції реформування кримінальної юстиції в Україні, «Про прокуратуру» та інших нормативно-правових актів. За заслуги в науково-педагогічній діяльності В. М. Куцу у 2005 році було присвоєне вчене звання професора.

## Нагороди
Почесні грамоти Міністерства внутрішніх справа України, Генеральної прокуратури України, Міністерства освіти та науки України. В 2013 році Указом президента України № 548 В. М. Куцу присвоєно почесне звання «Заслужений юрист України»  [Архівовано 31 травня 2016 у Wayback Machine.].

## Громадська діяльність
В. М. Куц є членом:
- Української асоціації прокурорів  [Архівовано 1 травня 2016 у Wayback Machine.];
- Харківського юридичного товариства;
- Асоціації кримінального права України;
- Союзу юристів України  [Архівовано 8 травня 2016 у Wayback Machine.]
- ГО «В підтримку права людини на гідну смерть» (з 2006).

Є консультантом на громадських засадах декількох народних депутатів України різних скликань .

## Цікаві наукові праці
- Реорганізацію вітчизняної прокурорської освіти пора завершувати /В. Куц //Юридичний вісник України. – К.: 2020, № 18-19. – С. 6-7.
- Осучаснення (реформу) прокуратури слід продовжити /В. Куц //Юридичний вісник України. – К.: 2019, № 27. – С. 6-7.
- Механізм запобігання злочинності: теоретичний аспект / В.  Куц //Науковий часопис Національної академії прокуратури України: електрон. наук. фахове вид. – №4(20), 2018. – С. 20-27. URL: http://www. chasopysnapu.gp.gov.ua/ua/pdf/4-2018/kuts.pdf˃
- Механізм кримінально-правового реагування на прояви злочинності / В. Куц // Вісник Національної академії прокуратури України. – К.: 2018,  № 3 (11)  – С. 49-54.
- Конфіскація як засіб кримінально-правового реагування. Монографія /О. В. Єрмак, В. М. Куц. – Чернігів: Видавець Лозовий В.М., 2018. – 2018. –  232 с.
- Юридична особа як об’єкт застосування кримінально-правових заходів: монографія. /В.М.  Куц, В.С. Сотніченко. – К.: НАПУ, 2017. – 250 с.
- Прокуратура України: реформування чи ребрендінг? /В.Куц // Юридичний вісник України. - К.: 2016, № 20-21.- С. 6-7.
- Поняття злочинності /В. Куц //Науковий часопис Національної академії прокуратури України.- К.: 2016, № 2.- Ч. 2. - С. 34-39 [Електронний ресурс]. – Режим доступу:http://www.chasopysnapu.gp.gov.ua/chasopys/ua/pdf/10-2016/02/kuts/pdf
- Протидія злочинності: сутність та зміст /В. Куц // Науковий часопис Національної академії прокуратури України. – К.: 2016, № 4(12). – С. 103-112 [Електронний ресурс]. – Режим доступу: http://www.chasopysnapu.gp.gov.ua/chasopys/ua/pdf/12-2016/kuts.pdf
- Теорія протидії злочинності — перспективний напрям розвитку сучасної юридичної науки //Перспективні напрями розвитку сучасної юридичної науки. Матеріали міжнародної науково-практичної конференції. 29-30 січня 2016. Кривий Ріг. — С.136-140.
- Чи має залишатись «кримінальним» антикримінальне право? // Юридична Україна 1. — 2015. — С.60-65.
- Вопросы криминализации и квалификации незаконного проведения опытов над  человеком в Украине. Монография  /В. Куц, С. Гизимчук, В. Егорова.– М.: Юрлитинформ,  2014. - 232 с.
- Примирення учасників кримінально-правового конфлікту (кримінально-правовий аспект). Монографія /В. Куц, А. Ященко.– Х.: Юрайт, 2013. – 328 с.
- Насильницькі злочини проти власності. Монографія /В. Куц, І. Гуня. – К. – Алчевськ: ЮЛ, 2013. – 250 с.
- Проблеми кримінальної відповідальності: навч. посіб. / В.М. Куц. – К.: Національна академія прокуратури України, 2013 – 322 с. [Електронний ресурс]. – Режими доступу : http://www.ap.gp.gov.ua/ua/07_01 .html#folder_07.
- Кримінальне правопорушення: відродження забутого поняття // Наше право. — 2012. —№ 5. — С.117-121.
- Кримінальна відповідальність за незаконне використання електричної або теплової енергії. Монографія /В. Куц, Ю. Кириченко.– К.: Центр учбової літератури, 2010. – 160 с.
- Прокурорські засоби протидії торгівлі людьми Науково-практичний посібник. – К.: Варта, 2007. — 168 с. (у співавт.)
- Неправдиве повідомлення про  загрозу громадській безпеці (кримінально-правова характеристика та заходи протидії). Монографія /В. Куц, О. Кириченко. – Х.: Харків юридичний, 2006. – 212 с
- Новий погляд на предмет і метод кримінального права /В. Куц // Наукові записки. Харківський економіко-правовий університет. — Х.: ХЕПУ, 2004. — С. 56-65.
- Методология и методика уголовно-правового исследования /В. Куц //Методологія наукового дослідження у галузі права: проблеми та перспективи розвитку. — Х.: НУВС, 2004. — C. 44-48
- Новий Кримінальний кодекс України: яким йому бути.  — Харків: "Ксилон", 1999. — 204 с.
- Чи можуть бути суспільні відносини об’єктом злочину? /О. Кривуля, В.Куц, // Вісник Університету внутрішніх справ. – Х.: 1997, №2. – С. 70-75.
- Теоретико-прикладні аспекти проблеми суб’єкта злочину /В.Куц //Вісник Університету внутрішніх справ. – Х.: 1996, №1. – С. 17-23.
- О криминализации рэкета  /В.Куц //Проблемы законности. – Харьков: 1991, Вип. 24. –  С. 61- 69.